# 猪名川町総合公園
猪名川町総合公園（いながわちょうそうごうこうえん）は、兵庫県川辺郡猪名川町白金にある総合公園。愛称はふれあい公園。

## 地理
1992年（平成4年）4月に一部開業し、1997年（平成9年）12月に全面開業した。「ふれあい公園」の愛称で知られ、猪名川町内では最も広い面積を持つ公園である。
園内には文化体育館（イナホール）や図書館・中央公民館を併設した生涯学習センター、芝生広場、1周約800mのジョギングコースなどがあり、展望台からは猪名川町を一望することができる。
また文化の日である11月3日には、いながわまつりが開催される。

## 施設
- 猪名川町立文化体育館（イナホール）
- 生涯学習センター
  - 猪名川町立図書館
  - 猪名川町立中央公民館
- 芝生広場
- ピクニック広場

## 周辺
- 猪名川町立白金小学校
- 猪名川町立猪名川中学校
- 猪名川郵便局
- イオンモール猪名川

## 交通
- 新名神高速道路「川西インターチェンジ」より車で約15分。
- 能勢電鉄日生線「日生中央駅」より車で約10分。